# Osunięcie ziemi w Demokratycznej Republice Konga (2010)
Osunięcie ziemi w Demokratycznej Republice Konga – do którego doszło 19 maja 2010. Masy ziemi osunęły się na leżącą obok wulkanu wioskę, zginęło 46 osób, ponad 200 zostało rannych. W akcji ratunkowej udział wzięli żołnierze pokojowych misji ONZ, którzy prowadzili na tych terenach operacje przeciwko rwandyjskim rebeliantom z ludu Hutu. Wulkan Nyiragongo niejednokrotnie nawiedzał wioskę, ostatnia erupcja miała miejsce w 2007 oraz w 2002 roku.